# Heißmann und Rassau
Heißmann und Rassau sind ein bayrisches Komikerduo, das aus Martin Rassau und Volker Heißmann besteht. Wesentliche Merkmale sind der mittelfränkische Dialekt sowie die häufig vorkommenden Travestie-Einlagen: meistens ist es Martin Rassau, der in Frauenkleider schlüpft, in manchen Sketchen wie in ihren Rollen als Waltraud und Mariechen spielen auch beide Kabarettisten Frauenrollen.
Das Duo tritt regelmäßig im 1998 zusammen mit Michael Urban und Marcel Gasde gegründeten Gastspieltheater der Comödie Fürth auf.

## Gemeinsame Auftritte
- Essn für ann – eine Adaption des Silvestersketch Dinner for one auf fränkischer Mundart[2]
- Waltraud und Mariechen[3]
- Komödie aus Franken: Raub der Sabinerinnen[4]